# Hada gredensis
Hada gredensis là một loài bướm đêm trong họ Noctuidae.